# Природни логаритам
Природни логаритам је логаритам за основу e, где је e ирационална константа приближно једнака 2,718281828459. Простим речима, природни логаритам броја x је степен на који треба да дигнемо e, да би оно било једнако x — на пример, природни логаритам од самог e је 1, јер је 1 = e, док је природни логаритам од 1 једнак 0, јер је 0 = 1. Природни логаритам је дефинисан за све позитивне реалне бројеве.
Функција природног логаритма се такође може дефинисани као инверзна функција експоненцијалне функције, што даје идентитете:
{\displaystyle e^{\ln(x)}=x\qquad {\mbox{if }}x>0\,\!}
{\displaystyle \ln(e^{x})=x.\,\!}
Другим речима, логаритамска функција је бијекција се скупа позитивних реалних бројева у скуп реалних бројева. Прецизније, то је изоморфизам из групе позитивних реалних бројева у односу на множење у групу реалних бројева у односу на сабирање. Записано као функција:
{\displaystyle \ln :\mathbb {R} ^{+}\to \mathbb {R} }
Логаритми се могу дефинисати за било коју позитивну основу осим 1, не само за број e, и корисни су за решавање једначина у којима се непозната појављује у експоненту.

## Зашто се називаприродним
На први поглед, пошто најчешће користимо бројевни систем са основом 10, број 10 може да изгледа као природнија основа од e. Али математички, број 10 није од посебне важности. Његова важност је културолошка, јер је основа за бројевне системе многих људских друштава услед тога што је то уобичајен број прстију на рукама код људи. Међутим, у разним културама су се јављали бројевни системи са разним основама, као што су 5, 20, и 60.
 је природни логаритам, јер се јако често јавља у математици. На пример, узмимо проблем диференцирања логаритамске функције:
{\displaystyle {\frac {d}{dx}}\log _{b}(x)={\frac {\log _{b}(e)}{x}}={\frac {1}{\ln(b)x}}}
Ако је основа b једнака e, онда је извод просто 1/x, а ако за x = 1 овај извод је једнак 1. Још један смисао у коме је логаритам са основом e најприроднији је да може врло једноставно да се дефинише у терминима простог интеграла или Тејлоровог реда, а ово није случај за остале логаритме. 
Постоји још разлога зашто се ова основа назива природном, а које не користе математичку анализу. На пример, постоји више простих редова који укључују природни логаритам. Штавише, Пјетро Менголи и Николас Меркатор су га називали logarithmus naturalis неколико деценија пре него што су Њутн и Лајбниц развили анализу.

## Особине
- {\displaystyle \ln(x)<\ln(y)\quad {\rm {za}}\quad 0<x<y\;}
- {\displaystyle {\frac {h}{1+h}}\leq \ln(1+h)\leq h\quad {\rm {za}}\quad h>-1\;}
- {\displaystyle \lim _{x\to 0}{\frac {\ln(1+x)}{x}}=1.\,}

## Извод, Тејлоров ред
Извод природног логаритма је
{\displaystyle {\frac {d}{dx}}\ln(x)={\frac {1}{x}}.\,}
Ово доводи до Тејлоровог реда за {\displaystyle \ln(1+x)} oko {\displaystyle 0}; такође је познатог под називом Меркаторов ред
{\displaystyle \ln(1+x)=\sum _{n=1}^{\infty }{\frac {(-1)^{n+1}}{n}}x^{n}=x-{\frac {x^{2}}{2}}+{\frac {x^{3}}{3}}-\cdots \quad {\rm {za}}\quad \left|x\right|\leq 1\quad }
осим ако је {\displaystyle \quad x=-1}
Десно је слика функције {\displaystyle \ln(1+x)} и неких њених Тејлорових полинома око {\displaystyle 0}. Ове апроксимације конвергирају у функцију само у области -1 < x ≤ 1; изван ове области Тејлорови полиноми вишег степена су горе апроксимације за функцију.
Уврштавањем x-1 уместо x, добијамо алтернативни облик за ln(x)
{\displaystyle \ln(x)=\sum _{n=1}^{\infty }{\frac {(-1)^{n+1}}{n}}(x-1)^{n}}
{\displaystyle \ln(x)=(x-1)-{\frac {(x-1)^{2}}{2}}+{\frac {(x-1)^{3}}{3}}-{\frac {(x-1)^{4}}{4}}\cdots }
{\displaystyle {\rm {za}}\quad \left|x-1\right|\leq 1\quad {\rm {osimakoje}}\quad x=0.}
Кориштењем Ојлерове трансформације на Меркаторов ред, добија се следеће, које вреди за свако x чија је апсолутна вредност већа од 1:
{\displaystyle \ln {x \over {x-1}}=\sum _{n=1}^{\infty }{1 \over {nx^{n}}}={1 \over x}+{1 \over {2x^{2}}}+{1 \over {3x^{3}}}+\cdots }
Овај ред сличан је ББП формули.
Такође уочите да је {\displaystyle x \over {x-1}} инверзна функција сама себи, тако да када желимо да добијемо природни логаритам неког броја y, једноставно уврстимо у {\displaystyle y \over {y-1}} за x.

## Природни логаритам у интеграцији
Природни логаритам допушта једноставну интеграцију функција облика g(x) = f&nbsp;'(x)/f(x): антидеривација од g(x) je data sa . Ово је случај због правила деривације производа и следеће чињенице:
{\displaystyle \ {d \over dx}\left(\ln \left|x\right|\right)={1 \over x}.}
Другим речима,
{\displaystyle \int {1 \over x}dx=\ln |x|+C}
и
{\displaystyle \int {{\frac {f'(x)}{f(x)}}\,dx}=\ln |f(x)|+C.}
Следи пример за случај када је g(x) = tan(x):
{\displaystyle \int \tan(x)\,dx=\int {\sin(x) \over \cos(x)}\,dx}
{\displaystyle \int \tan(x)\,dx=\int {-{d \over dx}\cos(x) \over {\cos(x)}}\,dx.}
Нека је f(x) = cos(x), a f(x)= - sin(x):
{\displaystyle \int \tan(x)\,dx=-\ln {\left|\cos(x)\right|}+C}
{\displaystyle \int \tan(x)\,dx=\ln {\left|\sec(x)\right|}+C}
где је C константа интеграције.
Природни логаритам се може интегрисати парцијалном интеграцијом:
{\displaystyle \int \ln(x)\,dx=x\ln(x)-x+C.}